# Spedizione Cassard
La spedizione Cassard fu un raid compiuto dal capitano della marina francese Jacques Cassard nel 1712, durante la Guerra di successione spagnola.
I piani per la spedizione iniziarono il 2 dicembre 1711 quando Cassard ottenne dal re il comando di tre navi di linea e cinque fregate per una spedizione. Partito dal porto di Tolone con 8 navi, 3 000 marinai e 1 200 soldati, razziò e saccheggiò la portoghese Capo Verde, le isole britanniche di Montserrat e Antigua nelle Indie Occidentali, gli avamposti coloniali olandesi in Sud America del Suriname, di Berbice e di Essequibo. Egli procedette dunque a razziare la colonia olandese di St. Eustatius e, seppur con qualche difficoltà, riuscì a prendere il controllo di Curaçao, il migliore tra gli insediamenti fortificati dagli olandesi nei Caraibi. In molti dei luoghi citati, egli si limitò semplicemente a sbarcare coi propri uomini in forze ed a chiedere un riscatto con la minaccia di distruggere tutto.
Al suo ritorno in Francia, Cassard venne ricompensato con la croce dell'Ordine di San Luigi.

## La spedizione
Il 2 dicembre 1711, Cassard ottenne dal re il comando di una squadra composta da tre vascelli e da cinque fregate e si imbarcò per una spedizione durante la quale si sarebbe dedicato al saccheggio di diverse colonie inglesi, olandesi e portoghesi nei Caraibi. Dotato di provviste per venti mesi, il suo primo obbiettivo fu Santiago sull'isola di Capo Verde.
Fece scalo quindi in Martinica per prepararsi al meglio al resto della spedizione, lasciando in loco il bottino catturato a Capo Verde. I filibustieri di Santo Domingo che non avevano dimenticato il suo assedio a Cartagena, chiesero di potersi unire alla sua flotta e con queste forze egli si diresse verso Montserrat e Antigua per poi passare al possedimento olandese del Suriname che assediò e conquistò. Il governatore del posto gli propose di accettare uno scambio d'oro in cambio della non distruzione della città e Cassard fissò tale riscatto a un totale di 240 000 livres.
Tale metodo Cassard lo utilizzò anche a Berbice ed Askebe (detta anche Essequibo), altri due avamposti nella Guiana olandese, fatto che spinse poi Cassard a tornare nuovamente in Martinica, acclamato dai coloni francesi meravigliati dalle ricchezze che egli era riuscito a strappare ai suoi nemici che vennero inviate in patria. Ma Cassard non placò così il desiderio di vittorie e di ricchezza dei francesi e si diresse quindi verso l'isola di Saint-Eustache, avamposto olandese nelle Antille, che egli razziò come aveva fatto per il Suriname.
Infine, si pose come obbiettivò l'attacco di Paramaribo e Curaçao. Curaçao, che all'epoca era la città coloniale meglio difesa e più ricca del panorama coloniale olandese. Curaçao aveva già subito un fallito tentativo di attacco da parte dell'ammiraglio francese Jean II d'Estrées nel 1678 e gli ufficiali di Cassard videro in questa azione una rappresaglia contro coloro che avevano cercato di mettere in scacco la gloria e la fortuna dei francesi. La villa era dotata di un forte, difeso da una guarnigione numerosa con un'artiglieria formidabile. Cassard seppe dimostrare con la vittoria finale non solo che l'impresa era assolutamente possibile, ma che il successo sarebbe stato certo. Per Curaçao stabilì un riscatto di 600 000 livres per evitarne la distruzione. Quando i nemici non si arresero, egli iniziò i preparativi per l'attacco il 18 febbraio 1713, discendendo lungo la baia di Sainte-Croix, a circa cinque chilometri dalla città, e terminò una settimana dopo (il 24) con la capitolazione della città che pagò come previsto la somma di 600 000 livres.
Nel caso di Curaçao, come era stato per il Suriname, Cassard si dimostrò ingegnoso e pieno di risorse oltre che un uomo di guerra navigato; seppe condurre un assedio con un terreno terribile e nello spazio di sole cinque leghe che lo separavano dalla città, riuscì a forzare i difensori alla resa col solo uso delle proprie truppe, quand'anche non era riuscito a portare l'artiglieria necessaria dove avrebbe voluto a causa degli ostacoli naturali che incontrò lungo il percorso. Cassard si guadagnò inoltre nell'operazione una ferita ad un piede che gli impedì di continuare ad essere presente direttamente sul campo e che lo fece tornare in Martinica per curarsi, preparando poi il suo ritorno in Francia col materiale e l'oro sottratto ai nemici che era pari alla somma di 9-10 000 000 di livres..
Questa spedizione nelle Antille fu per i francesi un successo totale e lo stesso Cassard venne creato cavaliere dell'Ordine di San Luigi per mano di re Luigi XIV al suo ritorno in patria.